# Hans Troschel der Jüngere

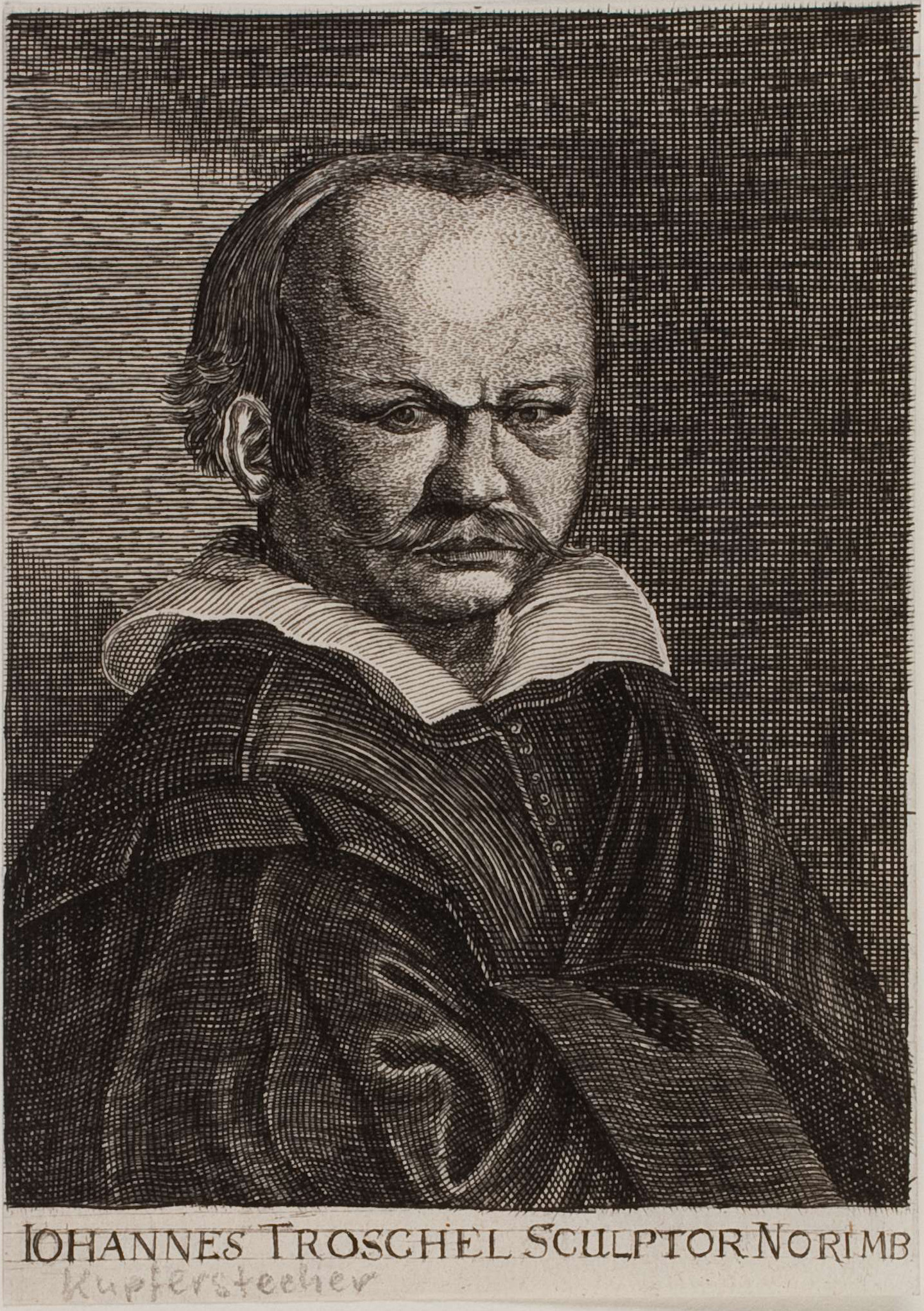
Hans Troschel

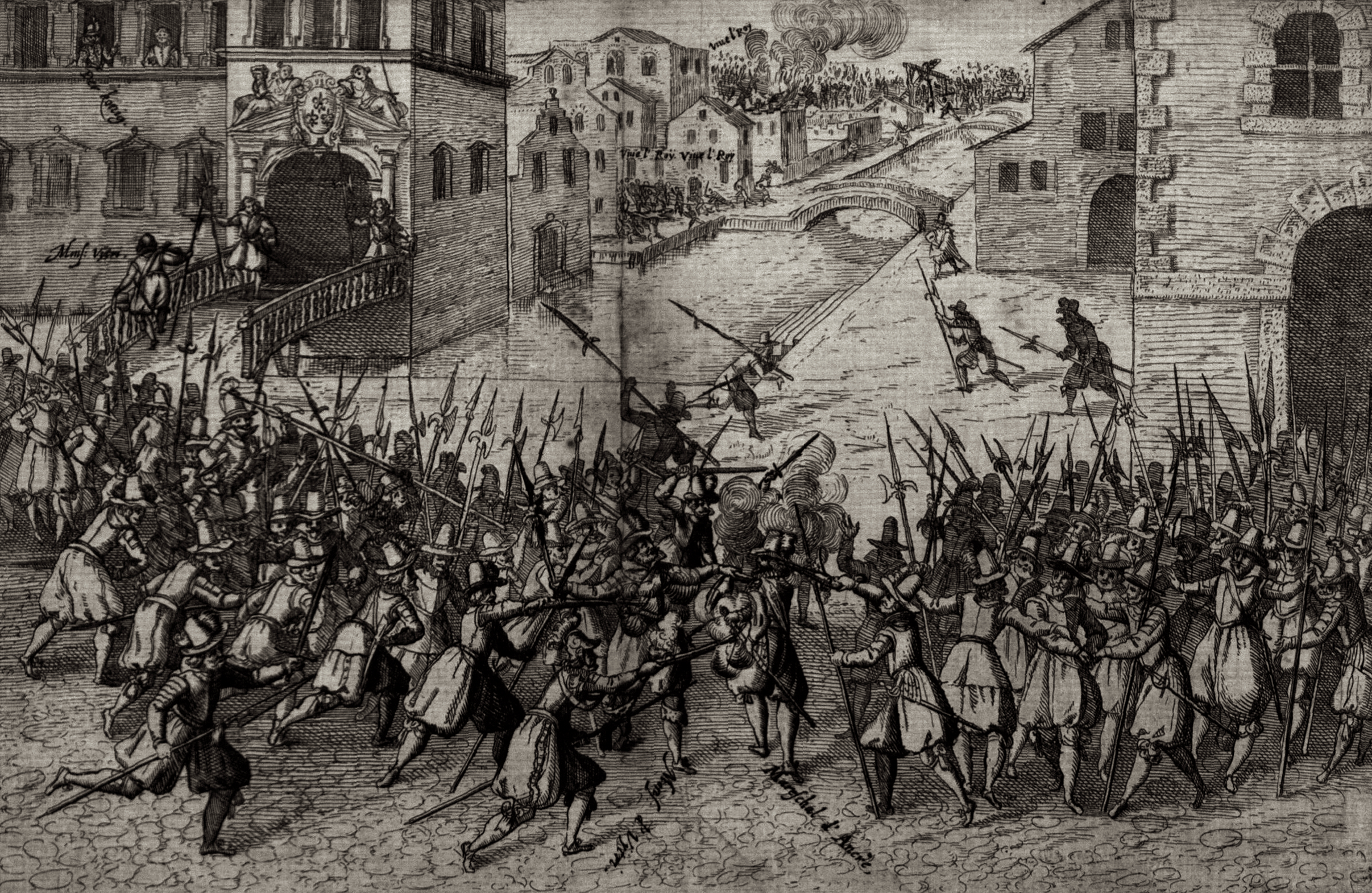
Tötung des Marschalls d’Ancre in Paris 1617, Kupferstich von Hans Troschel d. J. auf einem Flugblatt

Hans Troschel der Jüngere, auch Dreschell, Droschel, Drossel oder ähnlich (* 21. September 1585 in Nürnberg; † 19. Mai 1628 in Rom, Italien) war ein deutscher Kompassmacher und Kupferstecher.

## Leben und Werk
Er war der Sohn des Hans Troschel d. Ä. (1549–1612), eines damals in Deutschland sehr bekannten Nürnberger Kompassmacher und Sonnenuhren-Herstellers, und dessen zweiter Ehefrau Barbara Krauß (1562–1632). Troschel heiratete am 28. Februar 1614 Ursula Glatzmann († 1634) aus Neumarkt in der Oberpfalz, mit der er mindestens einen Sohn hatte.
Nachdem Troschel bei seinem Vater die Herstellung von Kompassen und klappbaren Sonnenuhren aus Elfenbein erlernt hatte, erhielt er eine zusätzliche Ausbildung zum Kupferstecher bei Peter Isselburg (1580–1630). Sein Handwerkszeichen war seinem Familiennamen entsprechend die Drossel.
Troschels Uhren und Kupferstiche sind Ausstellungsstücke unter anderem im British Museum in London und im Museum of the History of Science in Oxford.